# Fabio Berardi
Fabio Berardi (* 26. Mai 1959 in Borgo Maggiore) ist ein san-marinesischer Politiker. Er war mehrfach Minister und zwei Mal einer der beiden Capitani Reggenti (Staatsoberhäupter) von San Marino.

## Leben
Berardi hat einen Studienabschluss in Geologie, er war sechs Jahre lang Präsident der Geologenkammer (Ordine dei Geologi Sammarinesi). Von 1998 bis 2001 und erneut von 2007 bis 2008 war er Direktor der Azienda Autonoma di Stato di Produzione. Seit Februar 2013 leitet er den san-marinesischen Katastrophenschutz.
Berardi war Mitglied des Partito Socialista Sammarinese, für den er 1998 erstmals ins Parlament, den Consiglio Grande e Generale, einzog. 2001 wurde er wiedergewählt. Bei den Wahlen 2006 errang er ein Mandat auf der Liste der Partito dei Socialisti e dei Democratici, der Nachfolgepartei des PSS. Gemeinsam mit der Abgeordneten Nadia Ottavini trat er im Juli 2008 aus der PSD aus, wodurch die Regierung ihre Mehrheit im Parlament verlor. Die beiden gründeten eine neue Partei den Arengo e Libertà, der bei den vorgezogenen Parlamentswahlen im November 2008 mit dem Partito Democratico Cristiano Sammarinese und den Europopolari per San Marino auf einer gemeinsamen Liste antrat.  Berardi verteidigte seinen Sitz im Parlament. Vor der Wahl 2012 trat er aus dem Arengo e Libertà aus und wurde als Unabhängiger auf der Liste der PDCS in den Consiglio Grande gewählt.
Berardi war in der Amtszeit von April bis Oktober 2001 gemeinsam mit Luigi Lonfernini Capitano Reggente (Staatsoberhaupt) von San Marino. Von 2001 bis 2003 war er Minister für Territorium, Umwelt und Landwirtschaft (Segretario di Stato per il Territorio, l'Ambiente e l'Agricoltura), anschließend bis 2005 Außen- und Justizminister (Segretario di Stato per gli Affari Esteri e Politici, la Programmazione Economica e la Giustizia). Nach den Wahlen von 2006 wurde er Gesundheitsminister (Segretario di Stato alla Sanità e Sicurezza Sociale, Previdenza e Pari Opportunità). Bei der Regierungsumbildung 2007 schied er aus dem Kabinett aus. In der Legislaturperiode von 2008 bis 2012 gehörte er erneut der Regierung als Minister für Tourismus und Sport (Segretario di Stato al Turismo, allo Sport, Programmazione economica e rapporti con l'A.A.S.S.) an. Nach den Wahlen Ende 2012 schied er aus dem Kabinett aus. Er gehört als Unabhängiger der Fraktion von PDCS-Noi Sammarinese an und ist Mitglied im Haushaltsausschuss. Bei der Parlamentswahl Ende 2012 trat Berardei nicht mehr an, gehörte jedoch als Capitano Reggente dem Consigli Grande e Generale bis um Ende seiner Amtszeit am 1. April 2017 an.
Berardi ist verheiratet und Vater von zwei Kindern.

## Ehrungen
- Berardi wurde am 19. März 2002 mit dem Großkreuz des Verdienstordens der Italienischen Republik ausgezeichnet.[16]
- 2004 wurde ihm das Große Goldene Ehrenzeichen am Bande für Verdienste um die Republik Österreich verliehen.[17]